# Péninsule de Yamal
Pour les articles homonymes, voir Yamal.
La péninsule de Yamal (en russe : полуо́стров Яма́л) est une vaste péninsule russe de 120 000 km2 avançant sur environ 700 km dans l'océan Arctique depuis la Sibérie occidentale. Elle est riveraine, à l'ouest de la mer de Kara et la baie Baïdaratskaïa et, à l'est du golfe de l'Ob. Elle fait partie du territoire du district autonome de Iamalo-Nénétsie. « Yamal », « Finisterre » dans la langue des Nénètses, ses habitants autochtones, vient du nénètse « ia », qui signifie « terre », et « mal », qui signifie « bout » .

## Écologie
La péninsule est une structure géologique très jeune (moins de 10 000 ans) dont le sol est essentiellement constitué de pergélisol. Le relief, très plat, ne dépasse pas 90 mètres. La végétation est constituée essentiellement de toundra. Il y a de nombreux lacs et rivières.
La péninsule est habitée par de nombreux animaux, notamment : le renne, le renard arctique, le lemming, le harfang des neiges, la perdrix, la buse pattue, le bécasseau, la bernache à cou roux (endémique), l’eider, le harelde kakawi, le bruant des neiges, la mouette rosée, la grue de Sibérie... 
Parmi les poissons de rivières, brochet, lotte, lenok, ombreau, esturgeon de Sibérie, perche, carpe, etc.

## Économie
Sur la péninsule, le mode de vie traditionnel nomade des éleveurs de rennes s'est maintenu mieux que partout ailleurs[réf. nécessaire]. Plusieurs milliers de Nénètses et de Khantys détiennent un cheptel total d'environ 500 000 rennes domestiques.

### Ressource en gaz
Les réserves de gaz naturel les plus importantes de Russie ont été découvertes dans la péninsule et sont actuellement exploitées par le géant gazier russe Gazprom. La péninsule est reliée à l'Europe par plusieurs gazoducs, dont l'un est appelé Yamal-Europe. Une voie ferrée Obskaya–Bovanenkovo a été construite par Gazprom sur 525 km de long (mise en service 2010), puis prolongée à 572 km jusqu'à la gare de Karskaya (en) (mise en service 2011) pour le transport des matériels, des équipements et du personnel - le transport d'alcool y est prohibé - vers les sites d'exploitation,,. Il s'agit de la voie ferrée la plus septentrionale au monde, et Karskaya est par conséquent devenue la gare ferroviaire la plus septentrionale du monde. Un aéroport international a également été construit à Sabetta, et inauguré en 2014. Le 16 décembre 2014, le Siberian Times (en) annonçait une prolongation de la voie ferrée de Bovanenkovo à Sabetta par une société d'ingénierie suédoise, franchissant l'Ob par un pont et constituant ainsi un embranchement de 180 km vers le nord-est à partir de l'itinéraire déjà construit,,. L'exploitation de ces gisements ainsi que le réchauffement global font peser de graves menaces sur l'écosystème de cette région ainsi que le mode de vie traditionnel des Nénètses.
Le Théâtre Mariinsky de Saint-Pétersbourg doit sa renaissance au soutien financier du président-directeur général de Total Christophe de Margerie. Valery Gergiev le fait entrer au conseil d'administration et le met en contact, dans le cadre de l'amitié culturelle franco-russe, avec son ami Vladimir Poutine. L'objectif de Christophe de Margerie est l'obtention du contrat avec la société Novatek pour l'exploitation des gisements de gaz de la péninsule de Yamal. Le contrat est signé en 2011 avec Guennadi Timtchenko et Leonid Mikhelson, les principaux actionnaires de Novatek. Après la mort de Christophe de Margerie, le chantier de Yamal est réalisé par Total entre 2014 et 2017. Le navire méthanier qui transportera le gaz naturel liquéfié vers l'Europe est baptisé par Vladimir Poutine Christophe de Margerie,.

## Anecdotes
En mai 2007, un spécimen de bébé mammouth particulièrement bien conservé a été découvert par un éleveur de rennes. L'animal, une femelle, était âgé d'environ 6 mois au moment de sa mort.
En 2016, une épidémie de charbon a tué un enfant et 2 300 rennes. La bactérie aurait été libérée par la fonte du pergélisol.